# Commission du visa
La commission du visa, créée en janvier 1721 au moment de l'opération du visa, fut chargée d'établir la liste de créanciers des établissements fondés par John Law à la suite de la banqueroute de son système, afin de déterminer lesquels de ces créanciers auraient droit à une protection de leur épargne, les autres étant taxés.

## Fonctionnement et bilan
Les créances furent classés en cinq catégories, en fonction du caractère plus ou moins spéculatif de l'investissement qui avait été réalisé, et donc plus ou moins taxées. Au total, 511 000 foyers fiscaux sont contrôlés, chiffre considérable pour l'époque. Sur 3 à 4 milliards de titres en circulation, il n'en viendra au visa que 2,2 milliards sur lesquels l'État ne reconnaîtra que 1,7 milliard, ce qui revient à diviser par deux la dette publique française laissée à sa mort par Louis XIV au terme de la coûteuse guerre de Succession d'Espagne.
La commission était composée de huit conseillers d'État et de 25 maîtres des requêtes, chargée, avec le concours de 1 500 à 2 000 commis, répartis dans 54 bureaux, du visa des papiers provenant de la Banque royale et de la Compagnie d'Occident, qui venait de pénaliser des milliers d'épargnants : l'effondrement de la valeur des actions de ces deux sociétés et l'impossibilité de convertir les effets en espèces avaient généré un mouvement de panique. 
Jules Michelet a souligné le rôle important joué dans cette commission par le troisième des quatre frères Paris, Joseph Pâris Duverney, dont il fait le portrait suivant : « Le vainqueur de Law, le chiffreur obstiné, le maître de Barême, le rude chirurgien de l'opération du Visa, n'était pas un homme ordinaire. [...] il emplit tout un siècle de son activité (...) Il mania des milliards et laissa une fortune médiocre. Nul souci des honneurs ». 
Les spéculateurs les plus importants, les plus riches et les plus actifs dans la banqueroute du système de Law ne furent cependant pas inquiétés. « La commission servit autant à détruire les pièces à conviction qu'à immoler la planche à billets », rappelle Georges Valance.